# قطب زجاجي

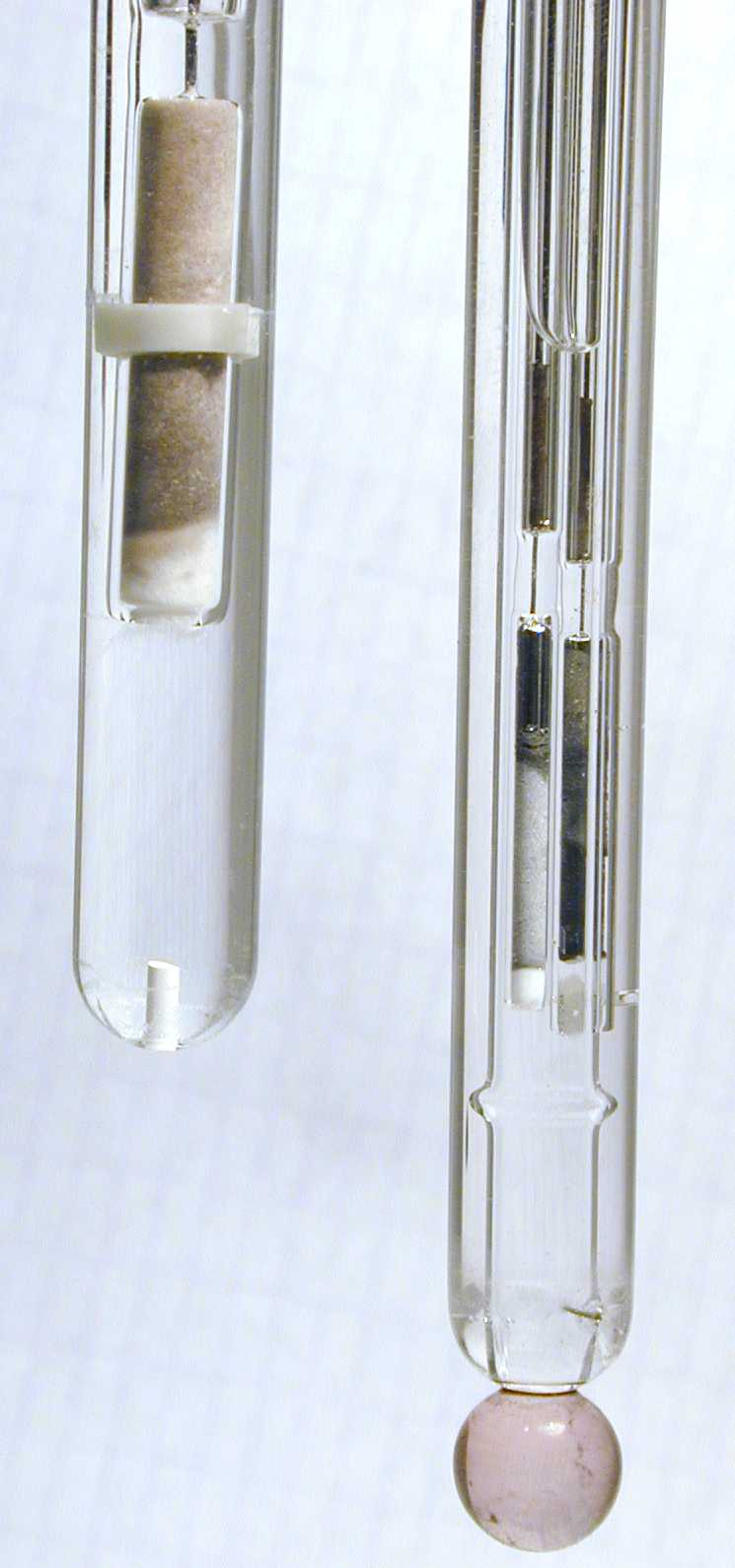

القطب الزّجاجي أو المسرى الزجاجي أو إلكترود زجاجي في الكيمياء هو قطب كهربائي حسّاس للشّوارد (الأيّونات).
يستخدم في المختبرات كثيرا بدلا من قطب قياسي للهيدروجين . ووهو يستخدم معا محاليل معروفة قيمة الباهاء pH لها، أي يجب معيرتها . ويعتمد الجهد الكهربائي الذي يظهر على القطب على فاعلية أيونات الهيدروجين طبقا لمعادلة نرنست.
يلزم في العادة قطبان لقياس الباهاء، أحدهما قطب مرجعي والآخر القطب الزجاجي . كما توجد نوع يحتوي على القطبين معا فيما يسمى قضيب قياس عقدي.

## القطب الزجاجي المزدوج
يتكون هذا النوع للقضيب العقدي من أنبوب رفيع داخلي موجود في أنبوب خارجي . يعمل الأنبوب الخارجي كقطب مرجعي (قطب كلوريد الفضة) ويحتوي على سلك من تافضة ومحلول كلوريد الفضة ومحلول كهرل من كلوريد البوتاسيوم . كما يوجد داخل الأنبوب الداخلي سلك أخر من الفضة، ومحلول كلوريد الفضة ومحلول كلوريد البوتاسيوم وتحتوي علاوة على ذلك على محلول منظم من الفوسفات.
يتصل الالأنبوب الداخلي المحلول المراد قياسه عن طريق غشاء زجاجي، ويتصل الأنبوب الخارجي أيضا بسداد مسامي من السيراميك . ويتكون القضيب من السلسلة التالية الكهروكيميائية :

Glass electrode || Reference Solution || Test Solution || Glass electrode
Ag(s) | AgCl(s) | KCl(aq) || 1×10-7M H+ solution || glass membrane || Test Solution || ceramic junction || KCl(aq) | AgCl(s) | Ag(s 

ويظهر الجهد المقاس على القطب بالطريقة التالية :
يتصل القطب المرجعي عن طريق سداد سيراميكي مسامي اتصالا كهربيا مع المحلول المراد قياسه حيث يمنع السداد تبادل مادي بين القطب والمحلول فلا يتغير جهده . توجد في القضيب قطب القياس منغمسا في محلول منظم من الفوسفات مضبوط على قيمة الباهاء pH 7. وهو متصل عن طريق غشاء زجاجي رقيق جدا (50 ميكرومتر) مع المحلول المراد قياسه، وعليه يظهر جهد قياس الباهاء المستخدم .
توجد أيونات الصوديوم والليثيوم في الغشاء الزجاجي في حالة حرية للحركة، أما البروتونات (أيونات الهيدروجين) فلا تنفذ في الغشاء . ومع ذلك يمكن لأيونات الهيدروجين شغل أماكن في بلورات السليكات الزجاجية عند ملامستها مع المحلول المائي . فعندما يكون قيمة pH منخفضة تشغل أيونات الهيدروجين الأماكن البلورية في الغشاء الزجاجي وتنزاح أيونات الليثيوم والصوديوم منها . ونظرا لحرية حركة أيونات الهيدروجين في الغشاء الزجاجي فإنها تنزاح إلى السطح الداخلي لها وبذلك ينشأ الجهد المقاس.
وعندما تكون قيمة الباهاء عالية يكثر تركيز أيونات الهيدروجين في الأنبوب الداخلي، وتسير العملية في الاتجاه الآخر، ويظهر الجهد بإشارة مخالفة .

## الاستخدامات
لا يصح تخزين القطب الزجاجي جافا أو يترك لمدة طويلة في الماء . ويتم تخزينه بطريقة صحيحة عن طريق وضعه في محلول كلوريد البوتاسيوم بتركيز 3 M.
- يستخدم لقياس الهاباء في المختبرات،
- قياس الباهاء المتواصل لمراقبة العمليات الصناعية، مثل الصناعات الكيماوية، والتقنية البيولوجية في تجهيز ماء الشرب وتدويره، في الصناعات الغذائية، وفي إنتاج المشروبات.
- في معايرة الحماض والقواعد،
- قياس الأس الهيدروجيني في هواية تربية الأسماك المنزلية Aquarium.

## اقرأ أيضا
- قطب قياسي للهيدروجين
- قطب كالومل المشبع
- تفاعل أكسدة-اختزال
- جهد اختزال
- جهد تحلل
- تحليل كهربائي
- تفاعل عكوس
- بطارية الرصاص
- تفكك كيميائي
- كيمياء كهربية
- قائمة الجهود القياسية